# 任成遠
任 成遠（にん せいえん、レン・チェンユアン、ラテン文字翻記:Ren Chengyuan、1986年9月20日 - ）は中華人民共和国、江蘇省睢寧県出身の女子自転車競技（マウンテンバイクレース・クロスカントリー）選手。簡体字表記は、任 成远。

## 経歴
2005年
- マウンテンバイクアジア自転車競技選手権大会・クロスカントリー 優勝

2006年
- 世界選手権自転車競技大会・クロスカントリーU23部門 優勝

2007年
- UCIマウンテンバイクワールドカップ2007・クロスカントリー
  - 総合 3位
  - ハウファリズ大会 優勝

2008年
- UCIマウンテンバイクワールドカップ2008・クロスカントリー
  - ハウファリズ大会 優勝
- 北京オリンピック 5位

2010年
- アジア競技大会 優勝